# 明昇
明昇（1356年—1391年），中國元末明初明夏政權末代皇帝。

## 生平
明昇1366年繼其父明玉珍為大夏皇帝，改元開熙，時明昇年僅10歲，其母彭太后攝政。明太祖朱元璋北伐成功後，遣使命明昇歸降，遭到明昇拒絕，洪武四年（1371年），明軍由湯和、傅友德率領攻破重慶，明昇出降，大夏國滅亡。同年，明太祖制授明昇為歸義侯，賜冠帶衣服及居第于京師。
洪武五年（1372年），明昇全家被明太祖流放至高麗，受恭愍王禮遇。權知朝鮮國事李成桂封為華蜀君，享受“忠勳世祿”，定居開城興國寺。彭氏去世後，安葬在松都萬壽山的肅陵，並建有祠宇。
明玉珍家族一行來到高麗後，備受禮遇，高麗恭愍王把延安、白川兩縣作為貢物，供奉給明昇一家，並將位於松都（現朝鮮開城）北部梨井里的興國寺提供給他們作為邸宅，配以奴婢。明氏一家在高麗定居後，明昇娶總郎尹熙王之女尹氏為妻，生四男。長子儀，資憲公、資憲大夫；次子俔，總郎公、嘉靖大夫；三子俊，副使公、嘉靖大夫；四兒子信，侍郎公、通訓大夫。
後世為朝鮮望族。現今有4萬多明氏後裔在大韓民國，兩萬多在朝鮮民主主義人民共和國，他是延安明氏、西蜀明氏與南原昇氏的始祖。而在中國境內的後人多改為甘姓。

## 妻子
- 王皇后
- 郡夫人尹氏，坡平尹氏總郎尹熙王之女

### 引用
1. ↑  . 한국족보출판사. （原始内容存档于2023-01-09）.
2. ↑  4萬多明氏後裔在韓國，兩萬多在朝鮮 的存檔，存档日期2009-03-08.

### 來源
| 前任： 大夏太祖明玉珍 | 明夏皇帝 1366-1371 | 繼任： - |